# Бринковенешть
Бринковенешть, Бринковенешті (рум. Brâncovenești) — село у повіті Муреш в Румунії. Адміністративний центр комуни Бринковенешть.
Село розташоване на відстані 288 км на північ від Бухареста, 37 км на північний схід від Тиргу-Муреша, 88 км на схід від Клуж-Напоки, 148 км на північний захід від Брашова.

## Населення
За даними перепису населення 2002 року у селі проживали 1716 осіб.
Національний склад населення села:
| Національність | Кількість осіб | Відсоток |
| -------------- | -------------- | -------- |
| угорці         | 1107           | 64,5%    |
| румуни         | 479            | 27,9%    |
| цигани         | 129            | 7,5%     |

Рідною мовою назвали:
| Мова      | Кількість осіб | Відсоток |
| --------- | -------------- | -------- |
| угорська  | 1106           | 64,5%    |
| румунська | 485            | 28,3%    |
| циганська | 124            | 7,2%     |